# Muscisaxicola rufivertex
Gaúcha-de-nuca-ruiva ou gaúcha-de-nuca-vermelha (Muscisaxicola rufivertex) é uma espécie de ave da família Tyrannidae.
Pode ser encontrada nos seguintes países: Argentina, Bolívia, Chile e Peru.
Os seus habitats naturais são: matagal tropical ou subtropical de alta altitude e campos de altitude subtropicais ou tropicais.

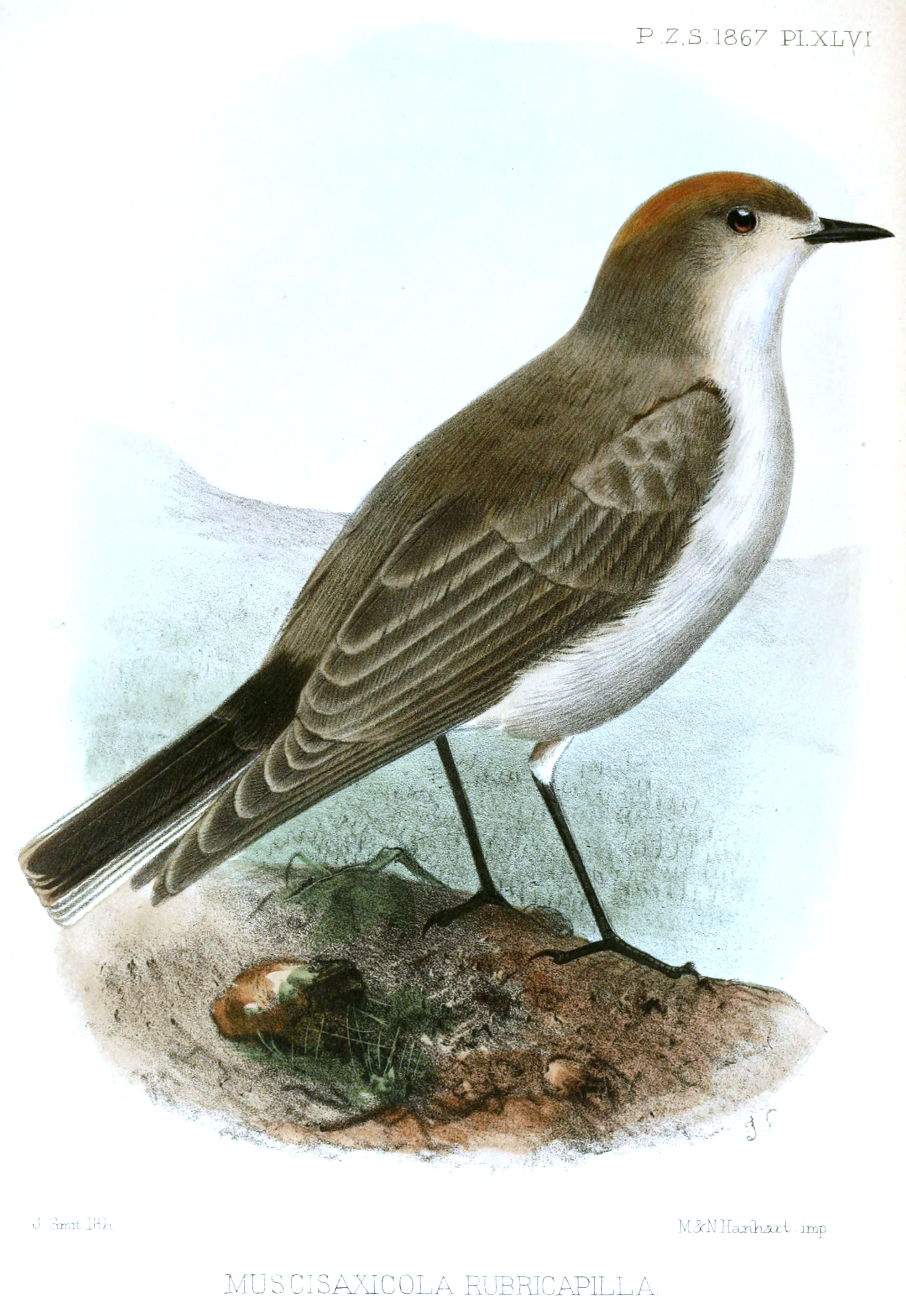
Muscisaxicola rufivertex Joseph Smit, 1867